# Association de malfaiteurs
Association de malfaiteurs é um filme de comédia francês de 1987 dirigido por Claude Zidi.

## Elenco
- François Cluzet como Thierry
- Christophe Malavoy como Gerard
- Véronique Genest como Monique Lemercier
- Jean-Claude Leguay como Daniel
- Jean-Pierre Bisson como Bernard Hassler
- Claire Nebout como Claire
- Gérard Lecaillon como Francisco